# 星展銀行（香港）

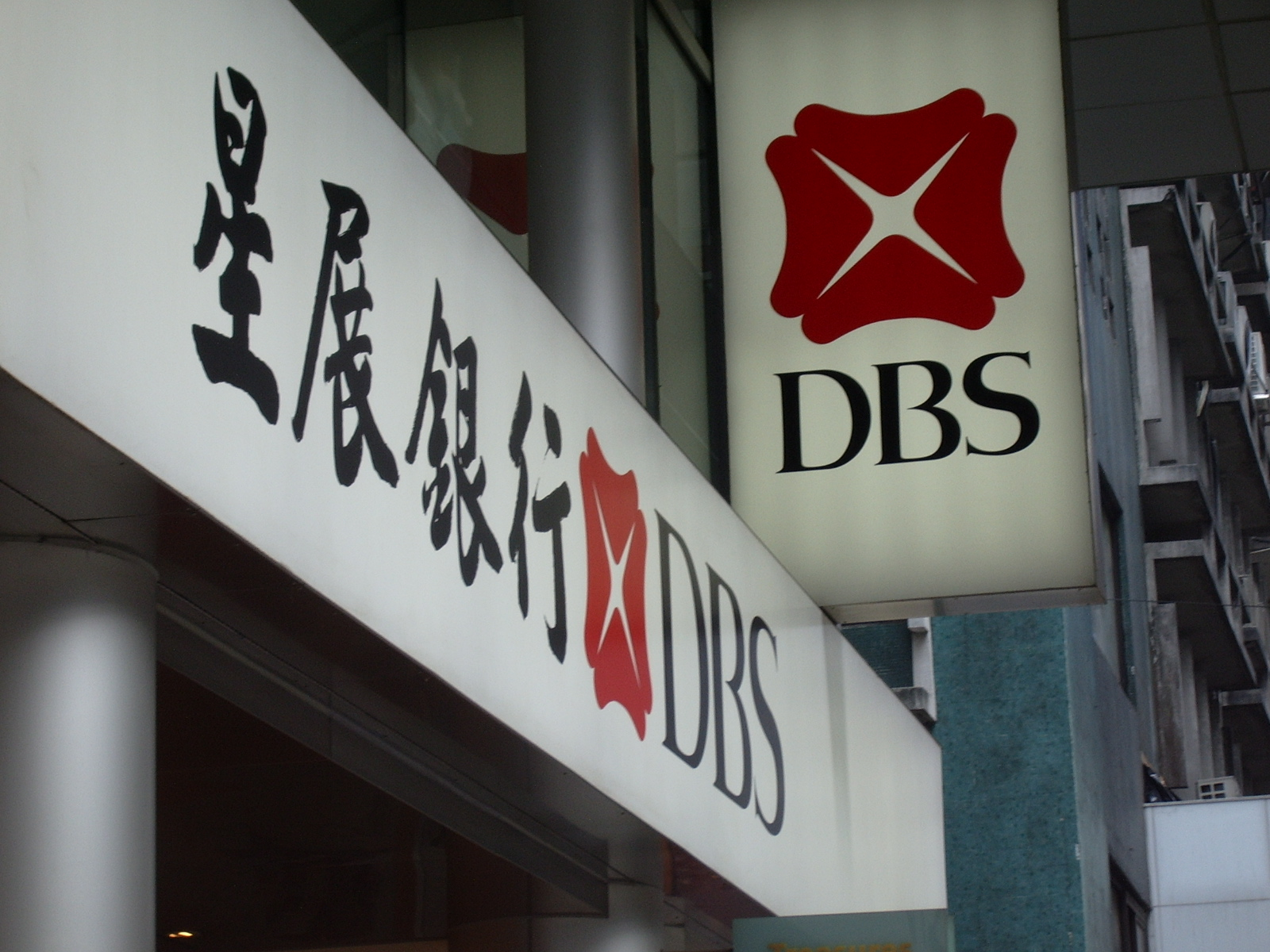
星展香港德辅道分行

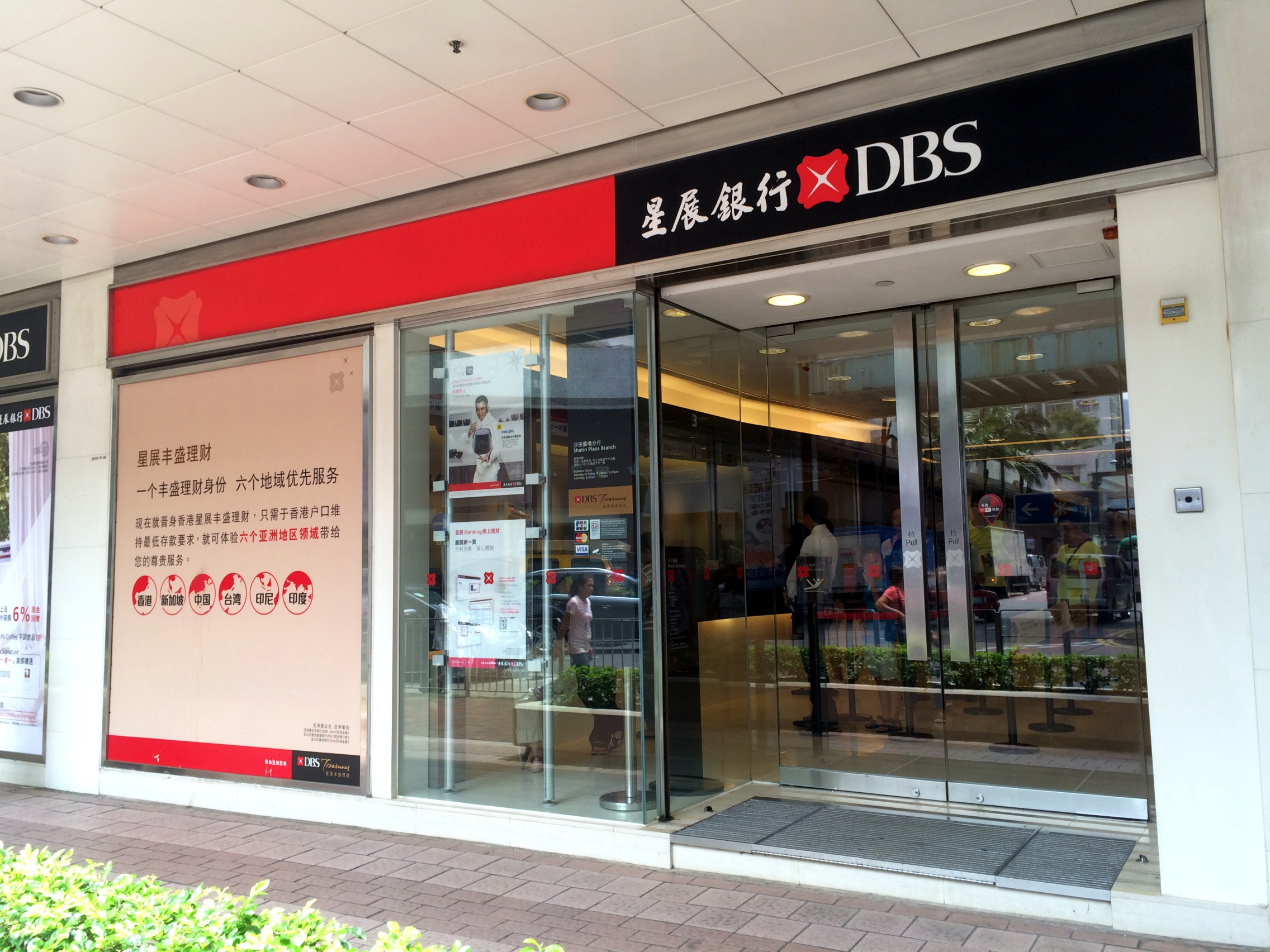
星展銀行位於沙田廣場的分行

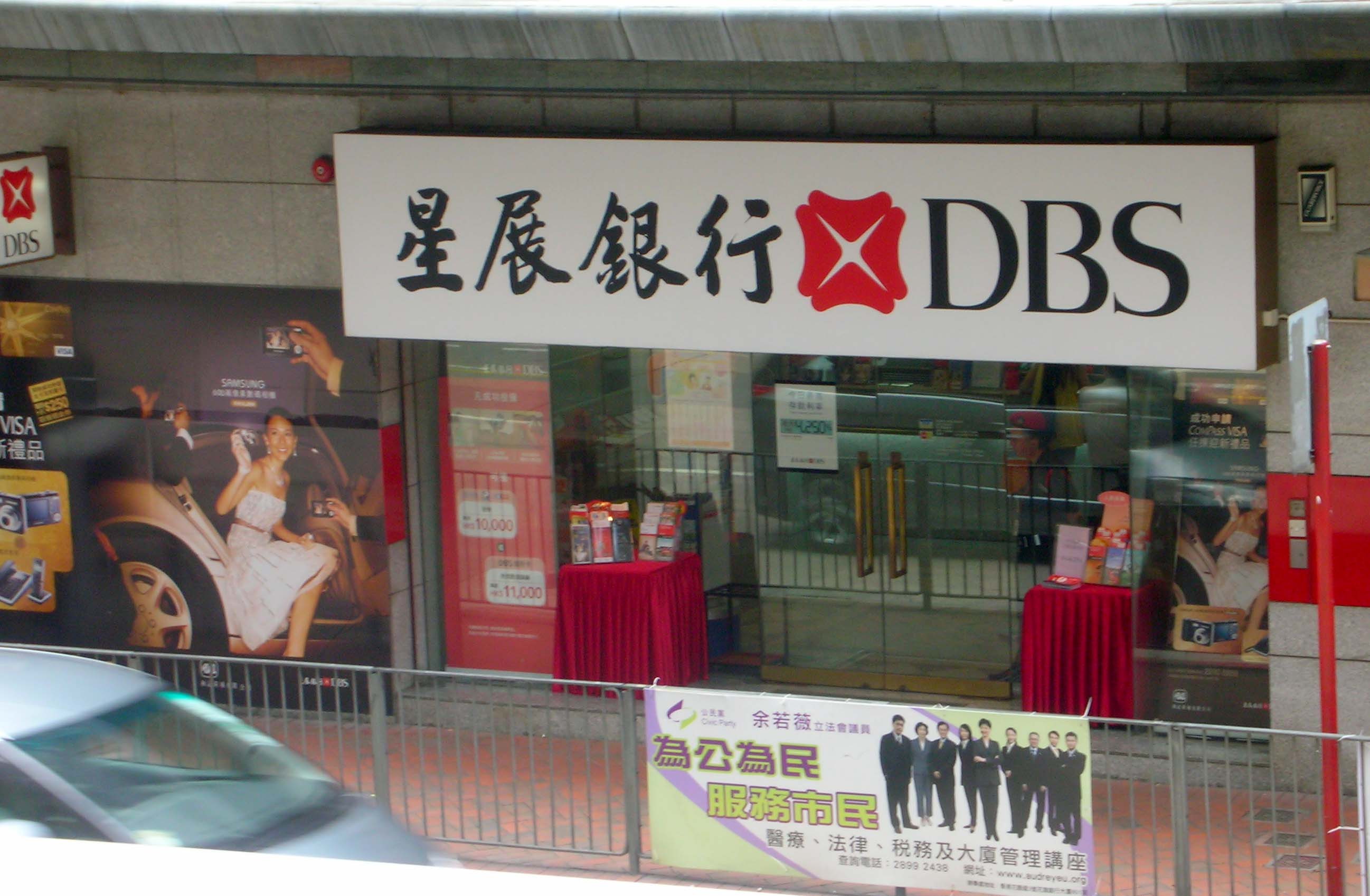
星展銀行位於灣仔的分行

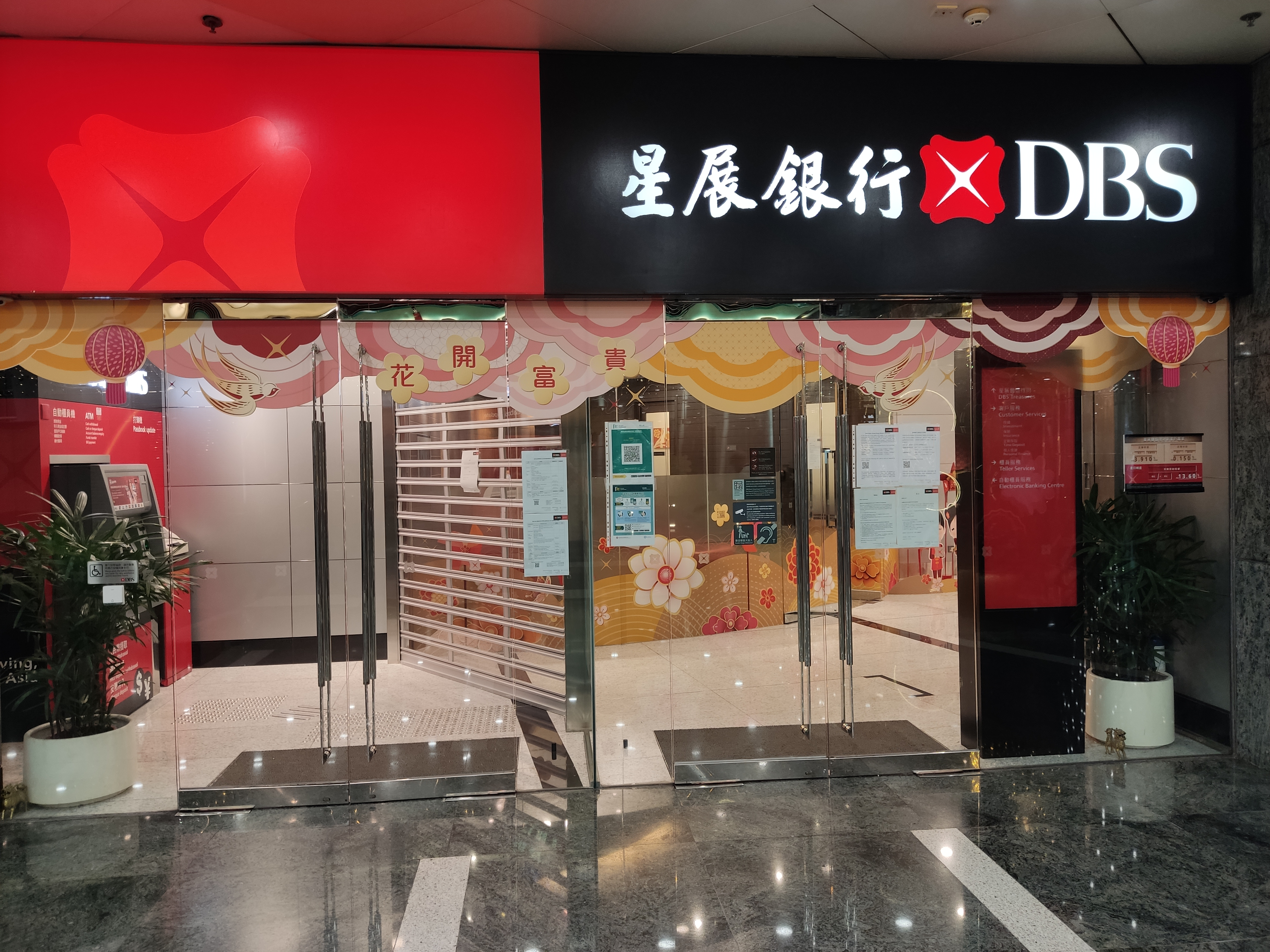
星展銀行中環中心分行

星展銀行（香港）有限公司為新加坡星展銀行的附屬公司，屬於香港第七大註冊銀行，是由廣安銀行、道亨銀行及海外信託銀行合併而成。2021年10月18日，香港金融管理局公布，星展银行可开展“跨境理财通”业务。曾獲得人民幣業務傑出大奬。

## 營業點
2018年5月9日星展銀行（香港）承租觀塘偉業街180號Two Harbour Square 3至10樓共7層樓面，涉及建築面積197,037方呎。

## 業務
2021年10月18日，香港金融管理局公布，星展银行可开展“跨境理财通”业务。星展銀行也曾獲得人民幣業務傑出大奬。

## 財務狀況
星展香港的帳面現行價值約550億港元。截至2021年6月30日，总资产4,401亿港元，客戶貸款總額2,200亿港元，客户存款3,580亿港元。

## 歷史
1998年12月，前新加坡發展銀行向富士銀行（外國管理的瑞穗實業銀行前身）及梁季彝家族收購了廣安銀行，並且更名為「DBS廣安銀行」。2000年，星展開始積極進行擴張計劃，於2001年4月向馬來西亞豐隆集團旗下的香港國浩集團收購了香港的道亨銀行集團，包括旗下的道亨銀行及海外信託銀行。及後於2003年7月21日把上述三家銀行合併並進行重組。合併後的新銀行順理成章改名為星展銀行（香港）有限公司，成為香港第7大銀行，僅次於滙豐銀行，中國銀行（香港），恒生銀行，渣打銀行（香港），東亞銀行及工銀亞洲。

### 香港道亨銀行集團
星展銀行（香港）有限公司在港澳及內地的業務主要由前道亨銀行集團的分行組成。道亨銀行集團隸屬於馬來西亞郭令燦家族旗下的國浩集團，集團的旗艦銀行道亨銀行創立於1921年，是香港主要的華資銀行之一。
海外信託銀行為另一間華資銀行，1985年發生海外信託銀行事件，使海託面臨結業邊緣，香港政府隨即接管海託。1993年，港府將海託出售予道亨銀行。

## 星展銀行（香港）澳門分行
星展銀行（香港）澳門分行前身是海外信託銀行，於1973年6月成立，為澳門境內的公司和個人提供商業及企業銀行服務。主要服務範圍包括融資、貸款、外匯買賣、存款、匯款、資金管理及諮詢等服務。

## 事件
2004年10月，星展銀行發生香港開埠以來首宗疏忽毀壞客戶保險箱事件，美孚新邨分行在裝修期間，職員錯誤把仍然存放客戶財物的保險箱送往廢鐵回收場銷毀，銀行事後派職員到回收場搜索，只能從被壓碎的保險箱殘骸中，找回部分客戶嚴重受損的財物，事件有83名客戶受影響。金融管理局認為這是一宗嚴重事件，銀行事後向放棄追討的客戶賠償15萬港元。
2024年7月5日，星展银行（香港）有限公司因违反反洗钱和反恐怖主义融资法规而被香港金融管理局（HKMA）罚款1000万港元（173万新元）。DBS银行（香港）未能在高风险情况下持续监控业务关系和加强尽职调查。该银行也没有保留一些客户的记录。

## 中小企融資擔保計劃
2020年2月，星展香港公布將會推出一系列的特別支援措施，協助中小企業於新型冠狀病毒的疫情下，解決當前迫切的現金流需要。措施包括分期貸款「還息不還本」，最長可達6個月，該項措施旨在減輕中小企於商業按揭、的士及公共小巴貸款每月供款的財務壓力。進口貿易融資的還款期限延長可達60日，以為企業提供即時現金流，以解決供應鏈中斷的危機。另外，為進一步支援中小企，星展香港向成功申請「中小企融資擔保計劃」的客戶，提供多項額外支援，包括貸款手續費可低至全免；新客開戶手續費可低至全免；及首年擔保費之最高50%回贈，最高總值5萬元。星展香港又為客戶提供靈活的融資服務和利率優惠，旨以生產或採購抗疫相關的醫療資源。

## 註腳
1. ↑  . www.etnet.com.hk.   [2021-06-22]. （原始内容存档于2021-06-30）.
2. ↑  . www.etnet.com.hk.   [2021-06-22]. （原始内容存档于2021-06-30）.
3. ↑  . www.chinanews.com.   [2021-06-22]. （原始内容存档于2021-06-24）.
4. ↑  . paper.wenweipo.com.   [2021-06-22]. （原始内容存档于2021-06-24）.
5. ↑  . BBC中文網. 2004年10月6日  [2010-08-14]. （原始内容存档于2019-06-11）.
6. ↑  . finance.sina.com.cn.   [2021-06-22]. （原始内容存档于2021-06-24）.
7. ↑  . www.news.gov.hk.   [2021-06-22]. （原始内容存档于2021-06-24）.
8. ↑  . AASTOCKS.COM.   [2020-02-19]. （原始内容存档于2020-02-19）.

## 外部連結
- 星展銀行（香港）有限公司 （页面存档备份，存于）
- 星展銀行（香港） （页面存档备份，存于）